# Serges Wawa
Serges Pascal Wawa Sfondo (Bingerville, 1º gennaio 1986) è un calciatore ivoriano, difensore dell'Al-Merreikh Sporting Club.

## Carriera

### Club
In carriera ha giocato complessivamente 14 partite nella CAF Champions League.

### Nazionale
Ha giocato 4 partite nelle Olimpiadi di Pechino 2008.

## Palmarès

### Club

#### Competizioni nazionali
- Campionato ivoriano: 6

ASEC Mimosas: 2003, 2004, 2005, 2006, 2009, 2010
- Coppa della Costa d'Avorio: 4

ASEC Mimosas: 2003, 2005, 2007, 2008
- Coppa Félix Houphouët-Boigny: 3

ASEC Mimosas: 2007, 2008, 2009
- Sudan Premier League: 2

Al-Merreikh: 2011, 2013
- Coppa del Sudan: 2

Al-Merreikh: 2012, 2013

#### Competizioni internazionali
- CECAFA Cup: 1

Al-Merreikh: 2014

### Nazionale
- Torneo dell'UEMOA: 1

Burkina Faso 2007